# Liste von Burgen, Schlössern und Festungen im Département Mayenne
Die Liste von Burgen, Schlössern und Festungen im Département Mayenne listet bestehende und abgegangene Anlagen im Département Mayenne auf. Das Département zählt zur Region Pays de la Loire in Frankreich.

Wappen des Départements Mayenne (53)
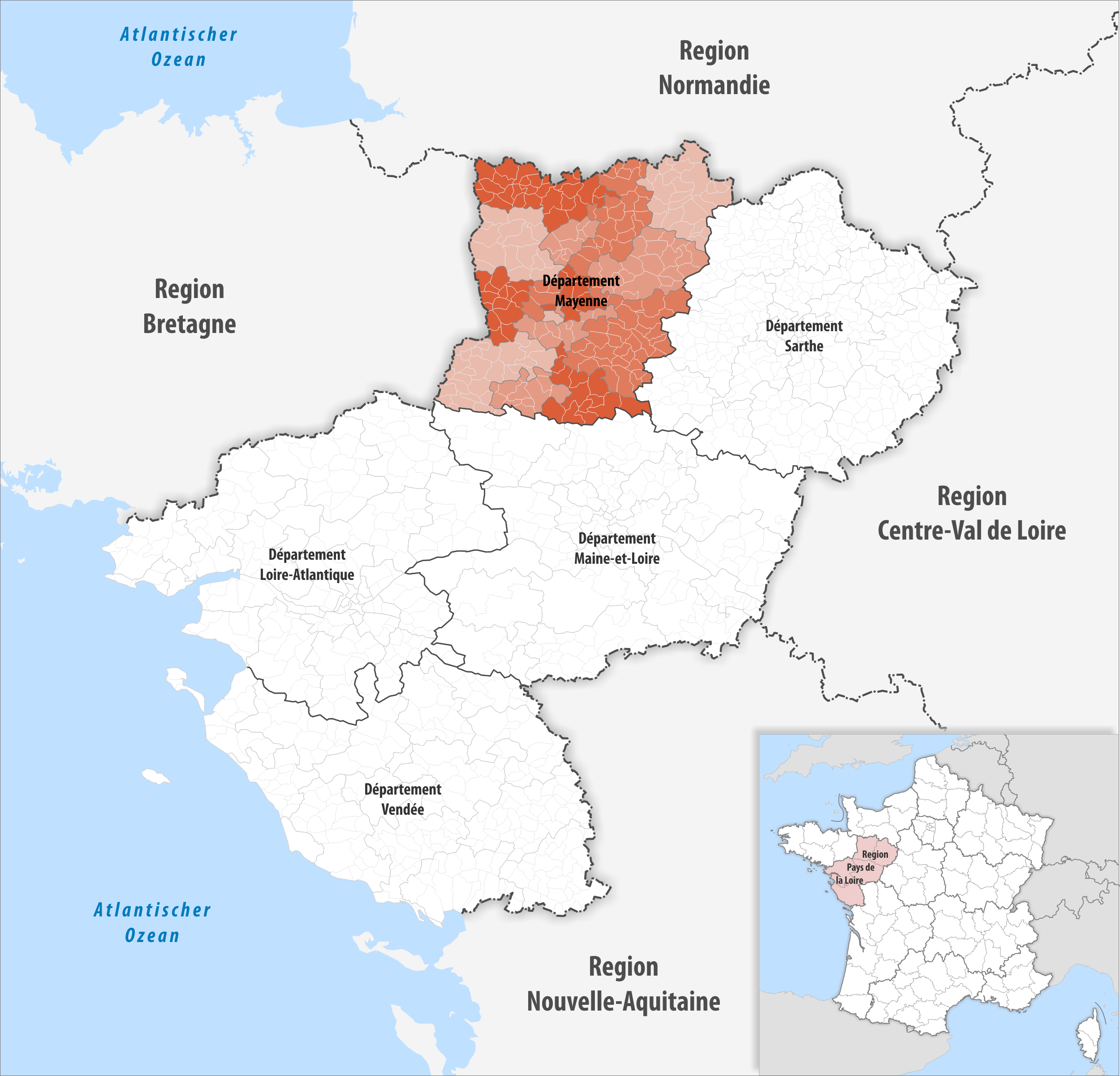
Lage des Départements Mayenne in der Region Pays de la Loire
Lage der Region Pays de la Loire in Frankreich

## Liste
Bestand am 2. August 2021: 401
| Name deu / fra                                                            | Gemeinde / Lage                                       | Typ (Untertyp)                         | Bemerkungen                                                                                              | Bild |
| ------------------------------------------------------------------------- | ----------------------------------------------------- | -------------------------------------- | --- | ---- |
| Schloss Les Alleux Château des Alleux                                     | Cossé-le-Vivien 47,921962° N, 0,931223° W             | Schloss                                | |      |
| Schloss Les Allières Château des Allières                                 | Château-Gontier-sur-Mayenne 47,842018° N, 0,677132° W | Schloss                                | Im Ortsteil Azé                                                                                          |      |
| Schloss L’Angellerie Château de l'Angellerie                              | Beaulieu-sur-Oudon 47,980731° N, 1,002281° W          | Schloss                                | |      |
| Schloss L’Ansaudière Château de l'Ansaudière                              | Saint-Martin-du-Limet 47,832417° N, 1,014056° W       | Schloss                                | |      |
| Schloss Anthenaise Château d'Anthenaise                                   | La Chapelle-Anthenaise 48,150807° N, 0,650684° W      | Schloss                                | |      |
| Herrenhaus L’Antrepoutre Manoir de l'Antrepoutre                          | Jublains                                              | Schloss (Herrenhaus)                   | |      |
| Schloss Les Arcis Château des Arcis                                       | Le Buret 47,93414° N, 0,51817° W                      | Schloss                                | |      |
| Schloss Les Arcis Château des Arcis                                       | Meslay-du-Maine                                       | Schloss                                | |      |
| Schloss Les Arcis Château des Arcis                                       | Soulgé-sur-Ouette                                     | Schloss                                | |      |
| Schloss L’Ardrier Château l'Ardrier                                       | Montigné-le-Brillant 48,012727° N, 0,819989° W        | Schloss                                | |      |
| Burg Aron Château d'Aron                                                  | Aron 48,293062° N, 0,55516° W                         | Burg                                   | Donjon aus dem 11. Jahrhundert, Reste der Burg mit dem Park Les Forges                                   |      |
| Herrenhaus Aubigné Manoir d'Aubigné                                       | Saint-Denis-du-Maine                                  | Schloss (Herrenhaus)                   | |      |
| Herrenhaus Aubigné Manoir d'Aubigné                                       | Vaiges 48,054647° N, 0,460682° W                      | Schloss (Herrenhaus)                   | |      |
| Schloss L’Aubinière Château de l'Aubinière                                | Arquenay 48,002427° N, 0,561678° W                    | Schloss                                | |      |
| Schloss L’Aulne Château de l'Aulne                                        | La Bazouge-des-Alleux                                 | Schloss                                | |      |
| Schloss L’Aunay Château de l'Aunay                                        | Marigné-Peuton 47,854757° N, 0,800932° W              | Schloss                                | |      |
| Schloss L’Aune Château de l'Aune                                          | Châlons-du-Maine 48,168576° N, 0,623349° W            | Schloss                                | |      |
| Schloss L’Aune Montgenard Château de l'Aune Montgenard                    | Martigné-sur-Mayenne                                  | Schloss                                | |      |
| Schloss Auvers Château d'Auvers                                           | Bonchamp-lès-Laval                                    | Schloss                                | |      |
| Schloss Les Auzuzières Château des Auzuzières                             | Juvigné 48,235991° N, 1,053125° W                     | Schloss                                | |      |
| Schloss Averton Château d'Averton                                         | Averton                                               | Schloss                                | |      |
| Schloss Le Bailleul Château du Bailleul                                   | Gorron 48,416855° N, 0,833748° W                      | Schloss                                | |      |
| Schloss Bailly Château de Bailly                                          | La Chapelle-Rainsouin                                 | Schloss                                | |      |
| Schloss La Ballue Château de la Ballue                                    | Forcé                                                 | Schloss                                | |      |
| Schloss La Barbottière Château de la Barbottière                          | Ahuillé 48,001576° N, 0,846319° W                     | Schloss                                | |      |
| Schloss La Barillière Château de la Barillière                            | La Croixille 48,216463° N, 1,070078° W                | Schloss                                | |      |
| Schloss La Barre Château de la Barre                                      | Bierné-les-Villages 47,82368° N, 0,547886° W          | Schloss                                | Im Ortsteil Bierné                                                                                       |      |
| Schloss La Bas Meignée Château de la Bas Meignée                          | Montenay                                              | Schloss                                | |      |
| Schloss Le Bas Mont Château du Bas Mont                                   | Moulay 48,268096° N, 0,644009° W                      | Schloss                                | |      |
| Schloss Le Bas-du-Gast Château du Bas-du-Gast                             | Laval 48,064527° N, 0,77273° W                        | Schloss                                | |      |
| Schloss Baugé Logis de Baugé                                              | Ambrières-les-Vallées                                 | Schloss (Wohngebäude)                  | |      |
| Schloss La Bauterais Château de la Bauterais                              | Simplé                                                | Schloss                                | |      |
| Schloss Bazeille Château de Bazeille                                      | Le Ham                                                | Schloss                                | |      |
| Schloss Le Beaubigné Château du Beaubigné                                 | Fromentières 47,873052° N, 0,689766° W                | Schloss                                | |      |
| Schloss Beauchêne Château de Beauchêne                                    | Saint-Saturnin-du-Limet 47,81495° N, 1,089199° W      | Schloss                                | |      |
| Schloss Beaulieu Château de Beaulieu                                      | Beaulieu-sur-Oudon                                    | Schloss                                | |      |
| Schloss Beaumont Château de Beaumont                                      | Daon                                                  | Schloss                                | |      |
| Schloss Beaumont Château de Beaumont                                      | Saint-Denis-d’Anjou 47,7903° N, 0,425609° W           | Schloss                                | |      |
| Burg Beauvais Château de Beauvais                                         | Changé                                                | Burg                                   | Abgegangen                                                                                               |      |
| Burg La Béchère Château de la Béchère                                     | Montsûrs 48,194878° N, 0,528618° W                    | Burg                                   | Ruine, im Ortsteil Deux-Évailles                                                                         |      |
| Schloss Bel Air Château de Bel Air                                        | Saint-Poix                                            | Schloss                                | |      |
| Abteiburg Bellebranche Château de Bellebranche                            | Saint-Brice 47,879432° N, 0,440142° W                 | Burg (Abteiburg)                       | In Teilen erhalten und zum Schloss umgebaut                                                              |      |
| Schloss Bellevue Château de Bellevue (Villa Bellevue)                     | Daon                                                  | Schloss                                | |      |
| Schloss Bellevue Château de Bellevue                                      | Saint-Denis-de-Gastines                               | Schloss                                | |      |
| Schloss La Bellière Château de la Bellière                                | Champfrémont                                          | Schloss                                | |      |
| Schloss La Bermondière Château de la Bermondière                          | Saint-Julien-du-Terroux                               | Schloss                                | |      |
| Burg Beugy Camp de Beugy (Camp des Anglais)                               | Sainte-Suzanne-et-Chammes                             | Burg (Befestigte Belagerungsstellung)  | Abgegangen                                                                                               |      |
| Schloss Le Bignon Bonchamps Château du Bignon Bonchamps                   | Bierné-les-Villages                                   | Schloss                                | Im Ortsteil Saint-Laurent-des-Mortiers                                                                   |      |
| Schloss La Bigottière Château de la Bigottière                            | Louverné                                              | Schloss                                | |      |
| Schloss Les Bigottières Château des Bigottières                           | Maisoncelles-du-Maine                                 | Schloss                                | Mit eigener Kapelle                                                                                      |      |
| Schloss Le Bois Logis du Bois                                             | Grazay                                                | Schloss (Logis)                        | |      |
| Schloss Les Bois Château des Bois                                         | Vimartin-sur-Orthe                                    | Schloss                                | Im Ortsteil Saint-Pierre-sur-Orthe                                                                       |      |
| Schloss Le Bois Cuillé Château du Bois Cuillé                             | Cuillé                                                | Schloss                                | |      |
| Schloss Bois Flèche Château de Bois Flèche                                | Martigné-sur-Mayenne                                  | Schloss                                | |      |
| Schloss Bois Frou Château de Bois Frou                                    | Lassay-les-Châteaux                                   | Schloss                                | |      |
| Schloss Le Bois Gamats Château du Bois Gamats (früher Bois Gamast)        | Laval                                                 | Schloss                                | |      |
| Herrenhaus Le Bois Morin Manoir du Bois Morin                             | Bonchamp-lès-Laval                                    | Schloss (Herrenhaus)                   | |      |
| Herrenhaus Le Bois Morin Manoir du Bois Morin                             | Grez-en-Bouère                                        | Schloss (Herrenhaus)                   | |      |
| Burg Le Bois Thibault Château du Bois Thibault                            | Lassay-les-Châteaux                                   | Burg                                   | Ruine |      |
| Schloss Le Bois-Belleray Château du Bois-Belleray                         | Martigné-sur-Mayenne                                  | Schloss                                | |      |
| Schloss Bois-du-Maine Château de Bois-du-Maine                            | Rennes-en-Grenouilles 48,4973° N, 0,5179° W           | Schloss                                | |      |
| Schloss Le Bois-du-Pin Château du Bois-du-Pin                             | Bazougers                                             | Schloss                                | |      |
| Schloss Le Bois-Jourdan Château du Bois-Jourdan                           | Bouère                                                | Schloss                                | |      |
| Schloss Le Bois-Robert Château du Bois-Robert                             | Préaux                                                | Schloss                                | |      |
| Schloss Bois-Salair Château de Bois-Salair                                | Saint-Georges-Buttavent                               | Schloss                                | Dieses Schloss im schottischen Stil wurde 1895 von dem Industriellen und Forscher Charles Weyher erbaut. |      |
| Burg La Boissière Château de La Boissière                                 | La Boissière                                          | Burg (Wohnturm)                        | |      |
| Schloss La Bonne Métrie Château de la Bonne Métrie                        | L’Huisserie                                           | Schloss                                | |      |
| Schloss Bordeaux Château de Bordeaux                                      | Brée                                                  | Schloss                                | |      |
| Schloss La Bossivière Château de la Bossivière                            | Bierné-les-Villages                                   | Schloss                                | Im Ortsteil Argenton-Notre-Dame                                                                          |      |
| Schloss La Bouche Château de la Bouche                                    | Commer                                                | Schloss                                | |      |
| Schloss La Bouche d’Uzure Château de la Bouche d'Uzure                    | Bouchamps-lès-Craon                                   | Schloss                                | |      |
| Schloss La Bouchefolière Château de la Bouchefolière                      | Simplé                                                | Schloss                                | |      |
| Burg Bouillé Château de Bouillé                                           | Torcé-Viviers-en-Charnie                              | Burg                                   | Ruine |      |
| Schloss La Bouquetière Château de la Bouquetière                          | Saint-Denis-d’Anjou                                   | Schloss                                | Mini-Schloss                                                                                             |      |
| Schloss Le Bourg Château du Bourg                                         | Saint-Denis-de-Gastines                               | Schloss                                | |      |
| Schloss Bourg L’Évêque Château de Bourg l'Évêque                          | Simplé                                                | Schloss                                | |      |
| Schloss Bourgon Château de Bourgon                                        | Montsûrs                                              | Schloss                                | Im Ortsteil Montourtier                                                                                  |      |
| Schloss La Bourrière Château de la Bourrière                              | Saint-Berthevin                                       | Schloss                                | |      |
| Burg La Bouverie Château de la Bouverie                                   | Olivet                                                | Burg                                   | Abgegangen                                                                                               |      |
| Schloss La Bozée Château de la Bozée                                      | Bazougers                                             | Schloss                                | |      |
| Herrenhaus Braye Manoir de Braye                                          | Ménil                                                 | Schloss (Herrenhaus)                   | |      |
| Burg Brée Château de Brée                                                 | Brée                                                  | Burg                                   | Ruine aus der Zeit der Kreuzzüge                                                                         |      |
| Schloss La Bréhonnière Château de la Bréhonnière                          | Astillé                                               | Schloss                                | |      |
| Schloss Le Breil Château du Breil                                         | Contest                                               | Schloss                                | |      |
| Herrenhaus Le Breil-aux-Francs Manoir du Breil-aux-Francs                 | Entrammes                                             | Schloss (Kommende)                     | Ehemalige Templer-Kommandantur                                                                           |      |
| Schloss Bréon Château de Bréon                                            | Marigné-Peuton                                        | Schloss                                | |      |
| Schloss Bréon-Subert Château de Bréon-Subert                              | Daon                                                  | Schloss                                | |      |
| Schloss Briacé Château de Briacé                                          | Entrammes                                             | Schloss                                | |      |
| Schloss Les Brosses Château les Brosses                                   | Saint-Berthevin                                       | Schloss                                | |      |
| Schloss La Brossonnière Château de la Brossonnière                        | Chemazé                                               | Schloss                                | |      |
| Herrenhaus Le Buleu Manoir du Buleu                                       | Marcillé-la-Ville                                     | Schloss (Herrenhaus)                   | |      |
| Schloss La Carrière Château de la Carrière                                | La Cropte                                             | Schloss                                | |      |
| Schloss Champfleury Château de Champfleury                                | Arquenay 47,996924° N, 0,613919° W                    | Schloss                                | |      |
| Schloss Champfleury Château de Champfleury                                | Fromentières 47,876224° N, 0,659237° W                | Schloss                                | |      |
| Herrenhaus Champfrémont Manoir de Champfrémont                            | Champfrémont                                          | Schloss (Herrenhaus)                   | |      |
| Schloss Chanay Château de Chanay                                          | Grez-en-Bouère                                        | Schloss                                | |      |
| Schloss Changé Château de Changé                                          | Changé                                                | Schloss                                | |      |
| Schloss Chanteil Château de Chanteil                                      | Méral                                                 | Schloss                                | |      |
| Schloss Chantepie Château de Chantepie                                    | Thubœuf                                               | Schloss                                | |      |
| Schloss La Chapelle-Rainsouin Château de la Chapelle-Rainsouin            | La Chapelle-Rainsouin                                 | Schloss                                | |      |
| Schloss Château-Gontier Château de Château-Gontier                        | Château-Gontier-sur-Mayenne                           | Schloss                                | Im Ortsteil Château-Gontier                                                                              |      |
| Oppidum Le Château Meignan Oppidum du château Meignan                     | Saint-Jean-sur-Mayenne 48,143889° N, 0,754167° W      | Burg (Oppidum)                         | Überreste einer befestigten keltischen Siedlung auf einem Berg                                           |      |
| Schloss Le Chatelier Château du Chatelier                                 | Saint-Berthevin                                       | Schloss                                | |      |
| Schloss La Chaussonnerie Château de la Chaussonnerie                      | Saint-Jean-sur-Mayenne                                | Schloss                                | |      |
| Burg Chellé Château de Chellé                                             | Hambers                                               | Burg                                   | Ruine |      |
| Burg Chemazé Château de Chemazé                                           | Chemazé                                               | Burg                                   | Ruine aus dem 12. Jahrhundert, im Weiler Molières neben einer Pferderennbahn                             |      |
| Schloss Le Chêne Château du Chêne                                         | Château-Gontier-sur-Mayenne                           | Schloss                                | Im Ortsteil Château-Gontier                                                                              |      |
| Herrenhaus La Chesnelière Manoir de la Chesnelière                        | Évron                                                 | Schloss (Herrenhaus)                   | Im Ortsteil Saint-Christophe-du-Luat                                                                     |      |
| Schloss La Chevalerie Château de la Chevalerie                            | Châtelain                                             | Schloss                                | |      |
| Schloss La Chevrollière Château de la Chevrollière                        | Prée-d’Anjou                                          | Schloss                                | Im Ortsteil Ampoigné                                                                                     |      |
| Schloss La Chevronnais Château de la Chevronnais                          | Congrier                                              | Schloss                                | |      |
| Herrenhaus Classé Manoir de Classé                                        | Saint-Germain-de-Coulamer                             | Schloss (Herrenhaus)                   | |      |
| Schloss Clavières Château de Clavières                                    | Le Bignon-du-Maine                                    | Schloss                                | Ehemaliges Sanatorium                                                                                    |      |
| Schloss Clivoy Château de Clivoy                                          | Chailland                                             | Schloss                                | |      |
| Schloss Corbusson Château de Corbusson                                    | Saint-Berthevin                                       | Schloss                                | |      |
| Schloss La Cornesse Château de la Cornesse                                | La Brûlatte                                           | Schloss                                | |      |
| Schloss Le Coudray Château du Coudray                                     | Saint-Denis-du-Maine                                  | Schloss                                | |      |
| Herrenhaus La Coudre Manoir de la Coudre                                  | Changé                                                | Schloss (Herrenhaus)                   | |      |
| Schloss Coulonges Château de Coulonges                                    | Saint-Fraimbault-de-Prières                           | Schloss                                | |      |
| Schloss La Cour Château de la Cour                                        | Ambrières-les-Vallées                                 | Schloss                                | |      |
| Schloss La Cour Château de la Cour                                        | Prée-d’Anjou                                          | Schloss                                | Im Ortsteil Ampoigné                                                                                     |      |
| Schloss La Cour Château de la Cour                                        | Assé-le-Bérenger                                      | Schloss                                | |      |
| Schloss La Cour Château de la Cour                                        | Châtelain                                             | Schloss                                | |      |
| Schloss La Cour Château de la Cour                                        | Commer                                                | Schloss                                | |      |
| Schloss La Cour d’Ouette Château de la Cour d'Ouette                      | Entrammes                                             | Schloss                                | |      |
| Schloss La Cour Château de la Cour                                        | Fromentières                                          | Schloss                                | |      |
| Schloss La Cour Château de la Cour                                        | Grazay                                                | Schloss                                | |      |
| Schloss La Cour Château de la Cour                                        | Laubrières                                            | Schloss                                | |      |
| Schloss La Cour Château de la Cour                                        | Sainte-Gemmes-le-Robert                               | Schloss                                | |      |
| Schloss La Cour Château de la Cour                                        | Vautorte                                              | Schloss                                | |      |
| Schloss Les Courans Château des Courans                                   | Longuefuye                                            | Schloss                                | |      |
| Schloss La Courbe de Brée Château de la Courbe de Brée                    | Brée                                                  | Schloss                                | |      |
| Burg Courbeveille Château de Courbeveille                                 | Courbeveille                                          | Burg                                   | Abgegangen                                                                                               |      |
| Schloss Courcelles Château de Courcelles                                  | Nuillé-sur-Vicoin                                     | Schloss                                | |      |
| Burg Courceriers Château de Courceriers                                   | Saint-Thomas-de-Courceriers                           | Burg                                   | Ruine |      |
| Schloss Courgés Château de Courgés                                        | Chailland                                             | Schloss                                | |      |
| Burg Courtaliéru Château de Courtaliéru                                   | Vimartin-sur-Orthe                                    | Burg                                   | Ruine, im Ortsteil Vimarcé                                                                               |      |
| Schloss Craon Château de Craon                                            | Craon 47,852651° N, 0,950409° W                       | Schloss                                | |      |
| Schloss La Croisnière Château de la Croisnière                            | Saulges                                               | Schloss                                | |      |
| Schloss Daviers Château Daviers                                           | Bouère                                                | Schloss                                | |      |
| Schloss Le Domaine Château du Domaine                                     | Laubrières                                            | Schloss                                | |      |
| Schloss La Drugeotterie Château de la Drugeotterie                        | Entrammes                                             | Schloss                                | |      |
| Schloss La Ducherie Château de la Ducherie                                | Saint-Céneré                                          | Schloss                                | |      |
| Schloss Les Écorces Château des Écorces                                   | Chemazé                                               | Schloss                                | |      |
| Schloss Elva Château d'Elva                                               | Changé                                                | Schloss                                | Heute das Rathaus (Hôtel de ville)                                                                       |      |
| Schloss Entrammes Château d'Entrammes                                     | Entrammes                                             | Schloss                                | |      |
| Festes Haus L’Epronnière Maison forte de l'Epronnière                     | Livré-la-Touche                                       | Burg (Festes Haus)                     | |      |
| Schloss Les Éperons Hôtel des Éperons                                     | Laval                                                 | Schloss (Hôtel)                        | |      |
| Schloss L’Épinay Château de l'Épinay                                      | Cossé-le-Vivien                                       | Schloss                                | |      |
| Schloss Erbrée Château d'Erbrée                                           | Fromentières                                          | Schloss                                | |      |
| Burg Les Escotais Château des Escotais                                    | Jublains 48,243872° N, 0,476802° W                    | Burg                                   | Abgegangen                                                                                               |      |
| Schloss L’Escoublère Château de l'Escoublère                              | Daon                                                  | Schloss                                | |      |
| Herrenhaus Les Essarts Manoir des Essarts                                 | Martigné-sur-Mayenne                                  | Schloss (Herrenhaus)                   | |      |
| Schloss Les Étoyères Château des Étoyères                                 | Saint-Céneré                                          | Schloss                                | |      |
| Schloss La Fautraise Château de la Fautraise                              | Bierné-les-Villages                                   | Schloss                                | Im Ortsteil Argenton-Notre-Dame                                                                          |      |
| Schloss La Fenardière Château de la Fenardière                            | Saint-Berthevin                                       | Schloss                                | |      |
| Schloss La Ferté Château de la Ferté                                      | Saint-Denis-de-Gastines                               | Schloss                                | |      |
| Herrenhaus La Fertré Manoir de la Fertré                                  | Le Bourgneuf-la-Forêt                                 | Schloss (Herrenhaus)                   | |      |
| Schloss Le Feu Château du Feu                                             | Juvigné                                               | Schloss                                | |      |
| Schloss La Feuillée Château de la Feuillée                                | Alexain                                               | Schloss                                | |      |
| Schloss La Feuillée Château de la Feuillée                                | La Bigottière                                         | Schloss                                | |      |
| Schloss Fontenaille Château de Fontenaille                                | Saint-Pierre-des-Landes                               | Schloss                                | |      |
| Herrenhaus Fontenelle Manoir de Fontenelle                                | Prée-d’Anjou                                          | Schloss (Herrenhaus)                   | Im Ortsteil Laigné                                                                                       |      |
| Herrenhaus Forcé Manoir de Forcé                                          | Forcé                                                 | Schloss (Herrenhaus)                   | |      |
| Schloss La Forge Château de la Forge                                      | Chailland                                             | Schloss                                | |      |
| Schloss La Forge Château de la Forge                                      | Chémeré-le-Roi                                        | Schloss                                | |      |
| Schloss Le Fouilloux Château du Fouilloux                                 | Saint-Germain-le-Fouilloux                            | Schloss                                | |      |
| Schloss Foulletorte Château de Foulletorte                                | Saint-Georges-sur-Erve                                | Schloss                                | |      |
| Schloss Frénay Château de Frénay                                          | Saint-Mars-sur-Colmont                                | Schloss                                | |      |
| Schloss Fresnay Château de Fresnay                                        | Le Bourgneuf-la-Forêt                                 | Schloss                                | |      |
| Schloss Le Fresne Château du Fresne                                       | Champéon                                              | Schloss                                | |      |
| Schloss La Futaie Château de la Futaie                                    | Saint-Mars-sur-la-Futaie                              | Schloss                                | |      |
| Schloss Le Gasseau Château du Gasseau                                     | Vimartin-sur-Orthe                                    | Schloss                                | Im Ortsteil Vimarcé                                                                                      |      |
| Schloss Gastines Château de Gastines                                      | Chemazé                                               | Schloss                                | |      |
| Schloss La Gaudinière Château de la Gaudinière                            | Forcé                                                 | Schloss                                | |      |
| Herrenhaus Les Gaudinières Manoir des Gaudinières                         | Bonchamp-lès-Laval                                    | Schloss (Herrenhaus)                   | |      |
| Schloss Gaudré Château de Gaudré                                          | Château-Gontier-sur-Mayenne                           | Schloss                                | Im Ortsteil Saint-Fort                                                                                   |      |
| Motte Gènes Camp de Gènes                                                 | Saint-Loup-du-Gast                                    | Burg (Motte)                           | Abgegangen                                                                                               |      |
| Schloss La Girardière Château de la Girardière                            | Saint-Jean-sur-Mayenne                                | Schloss                                | |      |
| Herrenhaus La Girouardière Manoir de la Girouardière                      | Peuton                                                | Schloss (Herrenhaus)                   | |      |
| Schloss La Goinière Château de la Goinière                                | Andouillé                                             | Schloss                                | |      |
| Schloss Gondin Château de Gondin                                          | Saint-Jean-sur-Mayenne                                | Schloss                                | |      |
| Schloss Goué Château de Goué                                              | Fougerolles-du-Plessis                                | Schloss                                | |      |
| Herrenhaus Le Grand Cheré Manoir du Grand Cheré                           | Parné-sur-Roc                                         | Schloss (Herrenhaus)                   | |      |
| Schloss Le Grand Coudray Château du Grand Coudray                         | Villaines-la-Juhel                                    | Schloss                                | |      |
| Schloss Grand Coulonges Château de Grand-Coulonges                        | Fromentières                                          | Schloss                                | |      |
| Herrenhaus Le Grand Poillé Logis du Grand Poillé                          | Contest                                               | Schloss (Herrenhaus)                   | Ehemaliges Herrenhaus und Gerichtssaal                                                                   |      |
| Schloss Le Grand Vahais Château du Grand Vahais                           | Ernée 48,313941° N, 0,943533° W                       | Schloss                                | |      |
| Schloss La Grande Coudrière Logis seigneurial de la Grande Coudrière      | Mézangers                                             | Schloss                                | |      |
| Herrenhaus La Grande Courteille Manoir de la Grande Courteille            | Bonchamp-lès-Laval                                    | Schloss (Herrenhaus)                   | |      |
| Schloss La Grande Haye Château de la Grande Haye                          | Désertines                                            | Schloss                                | |      |
| Schloss La Grande Jaillerie Logis de la Grande Jaillerie                  | Daon                                                  | Schloss (Logis)                        | |      |
| Schloss La Grenottière Château de la Grenottière                          | La Chapelle-Anthenaise                                | Schloss                                | |      |
| Schloss Grenousse Château de Grenousse                                    | Saint-Céneré                                          | Schloss                                | |      |
| Schloss Grenusse Château de Grenusse                                      | Argentré                                              | Schloss                                | |      |
| Herrenhaus Gresse Manoir de Gresse                                        | La Chapelle-Anthenaise                                | Schloss (Herrenhaus)                   | |      |
| Herrenhaus Le Gué Manoir du Gué                                           | La Dorée                                              | Schloss (Herrenhaus)                   | |      |
| Schloss Les Guées de Pierres Château des Guées de Pierres                 | Livet                                                 | Schloss                                | |      |
| Schloss La Guénaudière Château de la Guénaudière                          | Grez-en-Bouère                                        | Schloss                                | |      |
| Schloss La Guitterie Château de la Guitterie                              | Alexain                                               | Schloss                                | |      |
| Schloss Le Haut Fresne Château du Haut Fresne (Fresne)                    | Sacé                                                  | Schloss                                | Mit Kapelle Saint-Roch                                                                                   |      |
| Schloss Le Haut Méral Château du Haut Méral                               | Montsûrs                                              | Schloss                                | |      |
| Schloss Le Haut-Rocher Logis-hébergement du Haut-Rocher                   | Soulgé-sur-Ouette 48,0591° N, 0,5254° W               | Schloss (Wohngebäude)                  | |      |
| Herrenhaus La Haute Bergerie Manoir de la Haute Bergerie                  | La Boissière                                          | Schloss (Herrenhaus)                   | Im Weiler Saint-Christophe                                                                               |      |
| Schloss Hauterive Château de Hauterive                                    | Argentré                                              | Schloss                                | |      |
| Schloss Hauteville Château de Hauteville                                  | Charchigné                                            | Schloss                                | Aus dem 18. Jahrhundert mit Kapelle                                                                      |      |
| Schloss La Haye Château de la Haye                                        | Oisseau                                               | Schloss                                | |      |
| Schloss Herfroide Château de Herfroide                                    | La Cropte                                             | Schloss                                | |      |
| Burg Le Heyaume Forteresse du Heyaume                                     | Bierné-les-Villages                                   | Burg                                   | Abgegangen, im Ortsteil Saint-Laurent-des-Mortiers                                                       |      |
| Schloss La Houssaye Château de la Houssaye                                | L’Huisserie                                           | Schloss                                | |      |
| Schloss Le Houx Château du Houx                                           | Vautorte                                              | Schloss                                | |      |
| Schloss Les Ifs Château des Ifs                                           | Montsûrs                                              | Schloss                                | |      |
| Schloss L’Ile du Gast Château de l'Ile du Gast                            | Saint-Fraimbault-de-Prières                           | Schloss                                | |      |
| Schloss La Jacopière Château de la Jacopière                              | Craon                                                 | Schloss                                | |      |
| Schloss La Jaffetière Château de la Jaffetière                            | Changé                                                | Schloss                                | |      |
| Schloss La Joubardière Logis de la Joubardière                            | Saint-Martin-du-Limet                                 | Schloss (Wohngebäude)                  | |      |
| Schloss La Jupelière Château de la Jupelière                              | Maisoncelles-du-Maine                                 | Schloss                                | Aus dem 17. Jahrhundert im Architekturstil von Ludwig XIV.                                               |      |
| Schloss La Juquaise Logis seigneurial de la Juquaise                      | Bierné-les-Villages                                   | Schloss (Herrschaftliches Wohngebäude) | Im Ortsteil Saint-Laurent-des-Mortiers, anstelle der alten Festung Brullon                               |      |
| Schloss La Juvardière Château de la Juvardière                            | Sacé                                                  | Schloss                                | |      |
| Schloss Juvigné Château de Juvigné                                        | Juvigné                                               | Schloss                                | |      |
| Schloss Lancheneil Château de Lancheneil                                  | Nuillé-sur-Vicoin                                     | Schloss                                | |      |
| Schloss La Lande Château de la Lande                                      | Niafles 47,8504° N, 0,9954° W                         | Schloss                                | |      |
| Schloss Lanfrière Château de Lanfrière                                    | Montjean                                              | Schloss                                | |      |
| Burg Lassay Château de Lassay                                             | Lassay-les-Châteaux 48,4389° N, 0,5° W                | Burg                                   | |      |
| Schloss Le Lattay Château du Lattay                                       | Andouillé                                             | Schloss                                | |      |
| Schloss Launay-Villiers Château de Launay-Villiers                        | Launay-Villiers                                       | Schloss                                | |      |
| Burg Laval Château de Laval                                               | Laval 48,0687° N, 0,7712° W                           | Burg                                   | |      |
| Schloss Levaré Château de Levaré                                          | Levaré 48,415° N, 0,9092° W                           | Schloss                                | |      |
| Schloss La Lézière Château de la Lézière                                  | Maisoncelles-du-Maine                                 | Schloss                                | |      |
| Schloss Les Linières Château des Linières                                 | Val-du-Maine 47,9436° N, 0,4019° W                    | Schloss                                | Im Ortsteil Ballée                                                                                       |      |
| Herrenhaus Longuefougères Manoir de Longuefougères                        | Torcé-Viviers-en-Charnie 48,1318° N, 0,2608° W        | Schloss (Herrenhaus)                   | |      |
| Kapelle und Festungsmauer von Loré Chapelle et enceinte fortifiée de Loré | Oisseau 48,342° N, 0,6768° W                          | Burg                                   | |      |
| Schloss Lorgerie Château de Lorgerie (Château de l'Orgerie)               | Averton                                               | Schloss                                | |      |
| Schloss Louiseval Château de Louiseval                                    | Ambrières-les-Vallées                                 | Schloss                                | |      |
| Schloss Lozé Château de Lozé                                              | Ambrières-les-Vallées                                 | Schloss                                | |      |
| Schloss Lucé Château de Lucé                                              | Saint-Denis-du-Maine                                  | Schloss                                | |      |
| Schloss Luigné Château de Luigné                                          | Coudray                                               | Schloss                                | |      |
| Schloss Les Lutz Château des Lutz                                         | Daon                                                  | Schloss                                | |      |
| Schloss Magnanne Château de Magnanne                                      | Ménil 47,7655° N, 0,6889° W                           | Schloss                                | |      |
| Schloss Malortie Château de Malortie (Malartie)                           | Saint-Loup-du-Gast                                    | Schloss                                | |      |
| Schloss La Malvandière Château de la Malvandière                          | Arquenay                                              | Schloss                                | |      |
| Schloss La Marie Château de la Marie                                      | Alexain                                               | Schloss                                | |      |
| Schloss La Marigny Château de la Marigny                                  | Alexain                                               | Schloss                                | |      |
| Schloss La Maroutière Château de la Maroutière                            | Château-Gontier-sur-Mayenne 47,8051° N, 0,7016° W     | Schloss                                | Im Ortsteil Saint-Fort                                                                                   |      |
| Schloss Marthebise Château de Marthebise                                  | Nuillé-sur-Vicoin                                     | Schloss                                | |      |
| Schloss Mausson Château de Mausson                                        | Landivy 48,4491° N, 1,0626° W                         | Schloss                                | |      |
| Schloss Mauvinet Château de Mauvinet                                      | Ruillé-Froid-Fonds                                    | Schloss                                | |      |
| Burg Mayenne Château de Mayenne                                           | Mayenne 48,3028° N, 0,6181° W                         | Burg                                   | |      |
| Schloss Mayneuf Château de Mayneuf                                        | Quelaines-Saint-Gault 47,904851° N, 0,801522° W       | Schloss                                | |      |
| Schloss La Mazure Château de la Mazure                                    | Forcé                                                 | Schloss                                | |      |
| Schloss Mégaudais Château de Mégaudais                                    | Saint-Pierre-des-Landes                               | Schloss                                | |      |
| Schloss La Ménardière Château de la Ménardière                            | Beaulieu-sur-Oudon                                    | Schloss                                | |      |
| Schloss La Ménaudière Château de la Ménaudière                            | Saint-Cyr-le-Gravelais                                | Schloss                                | |      |
| Burg Le Ménil-Barré Site fortifié du Ménil-Barré                          | Saint-Germain-le-Guillaume 48,1881° N, 0,8108° W      | Burg                                   | Heute ein Schloss                                                                                        |      |
| Schloss Minzé Château de Minzé                                            | Châtelain                                             | Schloss                                | |      |
| Schloss Mirvault Château de Mirvault                                      | Château-Gontier-sur-Mayenne                           | Schloss                                | Im Ortsteil Azé                                                                                          |      |
| Schloss Moiré Château de Moiré                                            | Coudray                                               | Schloss                                | |      |
| Schloss La Monnerie Château de la Monnerie                                | Saint-Germain-d’Anxure                                | Schloss                                | |      |
| Schloss Montaigu Château de Montaigu                                      | Argentré                                              | Schloss                                | |      |
| Burg Montchevrier Château de Montchevrier                                 | Nuillé-sur-Vicoin                                     | Burg                                   | Ruine |      |
| Schloss Montcroix Château de Montcroix                                    | La Brûlatte                                           | Schloss                                | |      |
| Schloss Montecler Château de Montecler                                    | Évron 48,126944° N, 0,429722° W                       | Schloss                                | Im Ortsteil Châtres-la-Forêt                                                                             |      |
| Schloss Montesson Château de Montesson                                    | Bais 48,2521° N, 0,3751° W                            | Schloss                                | |      |
| Schloss Montflaux Château de Montflaux                                    | Saint-Denis-de-Gastines 48,3537° N, 0,8919° W         | Schloss                                | |      |
| Schloss Montgiroux Château de Montgiroux                                  | Saint-Germain-d’Anxure                                | Schloss                                | |      |
| Schloss Montguerré Château de Montguerré                                  | Montenay                                              | Schloss                                | |      |
| Schloss Montjean Château de Montjean                                      | Montjean                                              | Schloss                                | |      |
| Burg Montsûrs Château de Montsûrs (Paradis des Biques)                    | Montsûrs                                              | Burg                                   | Ruine |      |
| Herrenhaus Montviant Manoir de Montviant                                  | Château-Gontier-sur-Mayenne                           | Schloss (Herrenhaus)                   | Im Ortsteil Château-Gontier                                                                              |      |
| Schloss La Morlière Château de la Morlière                                | L’Huisserie                                           | Schloss                                | |      |
| Schloss Mortiercrolles Château de Mortiercrolles (Mortier-Crolles)        | Saint-Quentin-les-Anges 47,7664° N, 0,8761° W         | Schloss                                | |      |
| Schloss La Mortière Château de la Mortière                                | Saint-Denis-d’Anjou                                   | Schloss                                | |      |
| Schloss Mortreux Château de Mortreux                                      | Daon 47,7529° N, 0,6116° W                            | Schloss                                | |      |
| Schloss La Motte Château de la Motte                                      | Madré                                                 | Schloss                                | |      |
| Schloss La Motte-Babin Château de la Motte-Babin                          | Louverné                                              | Schloss                                | |      |
| Schloss La Motte-Daudier Château de la Motte-Daudier                      | Niafles                                               | Schloss                                | |      |
| Schloss La Motte-Henry Château de la Motte-Henry                          | Arquenay                                              | Schloss                                | Das neugotische Schloss wurde 1850 in der Nähe einer mittelalterlichen Motte errichtet                   |      |
| Schloss de la Motte-Husson Château de la Motte-Husson                     | Martigné-sur-Mayenne                                  | Schloss                                | |      |
| Schloss La Motte-Serrant Château la Motte-Serrant (La Motte Sérent)       | Montflours                                            | Schloss                                | |      |
| Burg La Motte-Sorcin Château de la Motte-Sorcin                           | La Chapelle-Craonnaise                                | Burg (Motte)                           | Abgegangen                                                                                               |      |
| Schloss Le Moulin Raillé Château du Moulin Raillé                         | Coudray                                               | Schloss                                | |      |
| Herrenhaus Le Moulinet Manoir du Moulinet                                 | Château-Gontier-sur-Mayenne                           | Schloss (Herrenhaus)                   | Im Ortsteil Château-Gontier                                                                              |      |
| Motte Les Murailles Motte féodale des Murailles                           | Évron 48,1438° N, 0,5005° W                           | Burg (Motte)                           | Abgegangen, im Ortsteil Saint-Christophe-du-Luat                                                         |      |
| Schloss Mythème Château de Mythème                                        | Martigné-sur-Mayenne                                  | Schloss                                | |      |
| Schloss Neuville Château de Neuville                                      | La Roche-Neuville                                     | Schloss                                | Im Ortsteil Saint-Sulpice                                                                                |      |
| Schloss Neuvillette Château de Neuvillette                                | Jublains                                              | Schloss                                | |      |
| Schloss Les Nicolières Château des Nicolières                             | Niafles                                               | Schloss                                | |      |
| Schloss La Noierie Château de la Noierie                                  | Daon                                                  | Schloss                                | |      |
| Schloss Noirieux Château de Noirieux                                      | Bierné-les-Villages 47,7851° N, 0,5433° W             | Schloss                                | Im Ortsteil Saint-Laurent-des-Mortiers                                                                   |      |
| Schloss La Nouairie Château de la Nouairie                                | Daon                                                  | Schloss                                | |      |
| Herrenhaus Les Nuillés Manoir des Nuillés                                 | Argentré                                              | Schloss (Herrenhaus)                   | |      |
| Schloss Orange Château d'Orange                                           | Saint-Jean-sur-Mayenne                                | Schloss                                | |      |
| Schloss L’Orbière Château de l'Orbière                                    | Forcé                                                 | Schloss                                | |      |
| Schloss Pannard Château de Pannard (Panard)                               | Ernée 48,303227° N, 0,943168° W                       | Schloss                                | |      |
| Schloss La Patrière Château de la Patrière                                | Courbeveille                                          | Schloss                                | |      |
| Schloss Le Petit Marigné Logis du Petit Marigné                           | Daon 47,749° N, 0,5962° W                             | Schloss (Wohngebäude)                  | |      |
| Herrenhaus Le Petit Nazé Manoir du Petit Nazé                             | Argentré                                              | Schloss (Herrenhaus)                   | |      |
| Herrenhaus Pierrefontaine Manoir de Pierrefontaine                        | Sainte-Gemmes-le-Robert 48,2074° N, 0,354° W          | Schloss (Herrenhaus)                   | |      |
| Schloss La Pihoraye Château de la Pihoraye                                | Saint-Ellier-du-Maine 48,393913° N, 1,015629° W       | Schloss                                | |      |
| Schloss Le Pin de Préaux Château du Pin de Préaux                         | Préaux                                                | Schloss                                | |      |
| Herrenhaus Les Pins Manoir des Pins                                       | Saint-Pierre-sur-Erve 48,0173° N, 0,3836° W           | Schloss (Herrenhaus)                   | |      |
| Schloss Les Places Château des Places                                     | Daon                                                  | Schloss                                | |      |
| Schloss Les Plains Château des Plains                                     | Le Bignon-du-Maine                                    | Schloss                                | |      |
| Burg Le Plessis de Cosmes Château du Plessis de Cosmes                    | Cosmes                                                | Burg                                   | Heute ein Bauernhof                                                                                      |      |
| Herrenhaus Le Plessis Logis du Plessis                                    | Marigné-Peuton 47,866° N, 0,8207° W                   | Schloss (Herrenhaus)                   | |      |
| Schloss Le Plessis Château le Plessis                                     | Parné-sur-Roc                                         | Schloss                                | |      |
| Schloss Le Plessis-Bochard Château du Plessis-Bochard                     | Saint-Pierre-des-Nids 48,393° N, 0,0742° W            | Schloss                                | |      |
| Schloss Le Plessis-Buret Château du Plessis-Buret                         | Sainte-Gemmes-le-Robert                               | Schloss                                | |      |
| Herrenhaus Plessis-Guilleux Manoir de Plessis-Guilleux                    | Bonchamp-lès-Laval                                    | Schloss (Herrenhaus)                   | |      |
| Schloss Le Poirier Logis du Poirier                                       | Saint-Hilaire-du-Maine 48,2217° N, 0,9351° W          | Schloss (Wohngebäude)                  | |      |
| Schloss Les Poiriers Château des Poiriers                                 | La Roche-Neuville                                     | Schloss                                | Im Ortsteil Loigné-sur-Mayenne                                                                           |      |
| Schloss Poligné Château de Poligné                                        | Bonchamp-lès-Laval                                    | Schloss                                | |      |
| Schloss Poligné Château de Poligné (Château de Poligny)                   | Forcé 48,0381° N, 0,7063° W                           | Schloss                                | |      |
| Herrenhaus Le Porche Maison du Porche                                     | Chémeré-le-Roi                                        | Schloss (Herrenhaus)                   | Mit Bogengalerie                                                                                         |      |
| Schloss Port-Brillet Château de Port-Brillet                              | Port-Brillet                                          | Schloss                                | |      |
| Schloss La Porte Château de la Porte                                      | Daon                                                  | Schloss                                | |      |
| Schloss La Porte Château de la Porte                                      | Ménil                                                 | Schloss                                | |      |
| Schloss La Poupelière Château de la Poupelière                            | Ahuillé 48,018208° N, 0,849343° W                     | Schloss                                | |      |
| Schloss La Provôterie Château de la Provôterie                            | Ahuillé 48,024116° N, 0,878647° W                     | Schloss                                | |      |
| Schloss Le Puy Château du Puy                                             | Ruillé-Froid-Fonds 47,901° N, 0,5992° W               | Schloss                                | |      |
| Schloss Le Puyz Château du Puyz                                           | Vimartin-sur-Orthe                                    | Schloss                                | Im Ortsteil Saint-Martin-de-Connée                                                                       |      |
| Schloss La Ragottière Château de la Ragottière                            | Astillé                                               | Schloss                                | |      |
| Herrenhaus Ravigny Manoir de Ravigny                                      | Ravigny 48,4441° N, 0,0644° W                         | Schloss (Herrenhaus)                   | |      |
| Herrenhaus Le Réseul Manoir du Réseul                                     | Saint-Hilaire-du-Maine                                | Schloss (Herrenhaus)                   | |      |
| Schloss Le Ricoudet Château du Ricoudet                                   | Changé                                                | Schloss                                | |      |
| Schloss Rigardon Château de Rigardon                                      | Saint-Denis-de-Gastines                               | Schloss                                | |      |
| Schloss Rigohaut Château de Rigohaut                                      | Argentré                                              | Schloss                                | |      |
| Schloss La Rivière Château de la Rivière                                  | Ménil                                                 | Schloss                                | |      |
| Schloss La Roche (Ahuillé) Château de la Roche                            | Ahuillé 48,023489° N, 0,87602° W                      | Schloss                                | |      |
| Schloss La Roche Château de la Roche                                      | Grazay                                                | Schloss                                | |      |
| Schloss La Roche Château de la Roche                                      | Origné 47,944709° N, 0,718229° W                      | Schloss                                | |      |
| Schloss La Roche-Pichemer Château de la Roche-Pichemer                    | Montsûrs 48,1664° N, 0,5361° W                        | Schloss                                | Im Ortsteil Saint-Ouën-des-Vallons                                                                       |      |
| Schloss Le Rocher Château du Rocher                                       | Entrammes                                             | Schloss                                | |      |
| Schloss Le Rocher Château du Rocher                                       | Mézangers 48,1897° N, 0,4422° W                       | Schloss                                | |      |
| Schloss Les Rochères Château des Rochères                                 | Meslay-du-Maine                                       | Schloss                                | |      |
| Schloss Les Rochers Château des Rochers                                   | Bouchamps-lès-Craon                                   | Schloss                                | |      |
| Schloss Les Rochers Château des Rochers                                   | Bouère                                                | Schloss                                | |      |
| Schloss Les Roches Château des Roches                                     | Louvigné                                              | Schloss                                | |      |
| Schloss Le Ronceray Château du Ronceray                                   | Louverné                                              | Schloss                                | |      |
| Schloss La Rongère Château de la Rongère                                  | La Croixille                                          | Schloss                                | |      |
| Schloss La Rongère Château de la Rongère                                  | La Roche-Neuville 47,9084° N, 0,7168° W               | Schloss                                | Im Ortsteil Saint-Sulpice                                                                                |      |
| Schloss Le Roseray Château du Roseray                                     | Ballots 47,9173° N, 1,0746° W                         | Schloss                                | |      |
| Herrenhaus Rouessé Manoir de Rouessé                                      | Laval 48,0632° N, 0,7949° W                           | Schloss (Herrenhaus)                   | |      |
| Schloss La Roussardière Château de la Roussardière                        | Quelaines-Saint-Gault 47,936167° N, 0,856022° W       | Schloss                                | |      |
| Herrenhaus Sacé Manoir de Sacé                                            | Bonchamp-lès-Laval                                    | Schloss (Herrenhaus)                   | |      |
| Schloss Saint-Amadour Château de Saint-Amadour                            | La Selle-Craonnaise                                   | Schloss                                | |      |
| Herrenhaus Saint-Christophe Manoir de Saint-Christophe                    | La Boissière                                          | Schloss (Herrenhaus)                   | |      |
| Herrenhaus Saint-Clément Manoir de Saint-Clément                          | Craon                                                 | Schloss (Herrenhaus)                   | |      |
| Schloss Saint-Melaine Château de Saint-Melaine                            | Laval                                                 | Schloss                                | |      |
| Schloss Saint-Ouen de Chemazé Château de Saint-Ouen de Chemazé            | Chemazé 47,7916° N, 0,7706° W                         | Schloss                                | |      |
| Burg Saint-Brice Château de Saint-Brice                                   | Saint-Brice 47,879432° N, 0,440142° W                 | Burg                                   | Ruine |      |
| Burg Sainte-Suzanne Château de Sainte-Suzanne                             | Sainte-Suzanne-et-Chammes 48,0971° N, 0,3485° W       | Burg (Stadtbefestigung)                | Mittelalterliche Stadtbefestigung mit Burg                                                               |      |
| Schloss Senonnes Château de Senonnes                                      | Senonnes 47,7986° N, 1,2025° W                        | Schloss                                | |      |
| Schloss La Sevaudière Château de la Sevaudière                            | Bouchamps-lès-Craon                                   | Schloss                                | |      |
| Schloss La Sevaudière Château de la Sevaudière                            | Bouère                                                | Schloss                                | |      |
| Schloss La Sicorie Château de la Sicorie                                  | Saint-Germain-le-Guillaume                            | Schloss                                | |      |
| Schloss La Sionnière Château de la Sionnière                              | Bierné-les-Villages                                   | Schloss                                | Im Ortsteil Argenton-Notre-Dame                                                                          |      |
| Schloss Soulgé Château de Soulgé                                          | Saulges 47,9972° N, 0,431° W                          | Schloss                                | |      |
| Herrenhaus Souvigné Manoir de Souvigné                                    | Marigné-Peuton                                        | Schloss (Herrenhaus)                   | |      |
| Schloss Souvray Château de Souvray                                        | Bazougers                                             | Schloss                                | |      |
| Schloss La Subrardière Château de la Subrardière                          | Méral                                                 | Schloss                                | |      |
| Schloss Sumeraine Château de Sumeraine                                    | Parné-sur-Roc                                         | Schloss                                | |      |
| Schloss La Teillais Logis de la Teillais                                  | Prée-d’Anjou 47,8285° N, 0,8559° W                    | Schloss (Wohngebäude)                  | Im Ortsteil Laigné                                                                                       |      |
| Schloss Terchant Château de Terchant                                      | Ruillé-le-Gravelais                                   | Schloss                                | |      |
| Schloss Le Tertre Château du Tertre                                       | Ambrières-les-Vallées                                 | Schloss                                | |      |
| Schloss Le Tertre Château du Tertre                                       | Mée                                                   | Schloss                                | |      |
| Schloss Le Tertre Château du Tertre                                       | Nuillé-sur-Vicoin                                     | Schloss                                | |      |
| Schloss Le Tertre Château du Tertre                                       | Vimartin-sur-Orthe                                    | Schloss                                | Im Ortsteil Vimarcé                                                                                      |      |
| Schloss Thévalles Château de Thévalles                                    | Chémeré-le-Roi                                        | Schloss                                | Mit angrenzender Mühle                                                                                   |      |
| Schloss Thorigné-en-Charnie Château de Thorigné-en-Charnie                | Thorigné-en-Charnie                                   | Schloss                                | |      |
| Schloss Thubœuf Château de Thubœuf                                        | Nuillé-sur-Vicoin                                     | Schloss                                | |      |
| Schloss Thuré Château de Thuré                                            | La Bazouge-des-Alleux 48,1905° N, 0,5884° W           | Schloss                                | |      |
| Schloss La Touchasse Château de la Touchasse                              | Grez-en-Bouère                                        | Schloss                                | |      |
| Schloss La Touche Château de la Touche                                    | Meslay-du-Maine                                       | Schloss                                | |      |
| Schloss La Touche-Belin Château de la Touche-Belin                        | Daon                                                  | Schloss                                | |      |
| Schloss Torcé Château de Torcé                                            | Ambrières-les-Vallées                                 | Schloss                                | |      |
| Schloss La Tour-Carrée Château de la Tour-Carrée                          | La Cropte                                             | Schloss                                | |      |
| Schloss La Tour-Cornesse Château de la Tour-Cornesse                      | La Brûlatte                                           | Schloss                                | |      |
| Schloss Trancalou Château de Trancalou                                    | Montsûrs                                              | Schloss                                | Im Ortsteil Deux-Évailles                                                                                |      |
| Herrenhaus La Vairie Manoir de la Vairie                                  | Désertines                                            | Schloss (Herrenhaus)                   | |      |
| Schloss La Valette Château de la Valette                                  | Villiers-Charlemagne                                  | Schloss                                | |      |
| Schloss Le Vallon Château du Vallon                                       | Entrammes 48,009491° N, 0,714422° W                   | Schloss                                | |      |
| Schloss Varennes-l’Enfant Château de Varennes-l'Enfant                    | Val-du-Maine                                          | Schloss                                | Im Ortsteil Épineux-le-Seguin                                                                            |      |
| Herrenhaus Le Vauberger Manoir du Vauberger                               | Saint-Denis-du-Maine                                  | Schloss (Herrenhaus)                   | |      |
| Schloss Vaugeois Château de Vaugeois                                      | Saint-Ouen-le-Brisoult, Madré, Neuilly-le-Vendin      | Schloss                                | Erstreckt sich über drei Gemeinden                                                                       |      |
| Herrenhaus Vaujuas Manoir de Vaujuas                                      | Marcillé-la-Ville                                     | Schloss (Herrenhaus)                   | |      |
| Schloss Vauraimbault Château de Vauraimbault                              | Montigné-le-Brillant                                  | Schloss                                | |      |
| Schloss Vaussenay Château de Vaussenay                                    | Argentré                                              | Schloss                                | |      |
| Schloss Les Vaux Château des Vaux                                         | Champéon 48,3365° N, 0,5092° W                        | Schloss                                | |      |
| Burg Le Verger Château du Verger                                          | Montigné-le-Brillant                                  | Burg                                   | Ruine |      |
| Schloss La Vezouzière Château de la Vezouzière                            | Bouère 47,8502° N, 0,4686° W                          | Schloss                                | |      |
| Herrenhaus Viaulnay Logis seigneurial de Viaulnay                         | La Roche-Neuville 47,8649° N, 0,715° W                | Schloss (Herrenhaus)                   | Im Ortsteil Loigné-sur-Mayenne                                                                           |      |
| Schloss La Vieux-Cour Château de la Vieux-Cour                            | Ahuillé 48,028446° N, 0,858113° W                     | Schloss                                | |      |
| Herrenhaus Le Vieux Logis Manoir de le Vieux Logis                        | Saint-Pierre-des-Nids                                 | Schloss (Herrenhaus)                   | |      |
| Schloss Les Vignes Château des Vignes                                     | Quelaines-Saint-Gault 47,938046° N, 0,780549° W       | Schloss                                | |      |
| Schloss La Villatte Château de la Villatte                                | Montigné-le-Brillant                                  | Schloss                                | |      |
| Schloss La Villaudray Château de la Villaudray                            | Beaulieu-sur-Oudon                                    | Schloss                                | |      |
| Herrenhaus Villegran Manoir de Villegran                                  | La Chapelle-Craonnaise                                | Schloss (Herrenhaus)                   | |      |
| Schloss Villeneuve Château de Villeneuve                                  | Chailland                                             | Schloss                                | |      |
| Schloss La Villette Château de la Villette                                | Longuefuye                                            | Schloss                                | |      |
| Schloss Villiers-Charlemagne Château de Villiers-Charlemagne              | Villiers-Charlemagne                                  | Schloss                                | |      |